# سیدنی ویکس
سیدنی ویکس (انگلیسی: Sidney Wicks؛ زادهٔ ۱۹ سپتامبر ۱۹۴۹) بازیکن بسکتبال اهل ایالات متحده آمریکا است.
وی همچنین برندهٔ جوایزی همچون جایزه سال بهترین تازه‌کار ان‌بی‌ای شده‌است.
از باشگاه‌هایی که در آن بازی کرده‌است می‌توان به لس آنجلس کلیپرز، پورتلند تریل بلیزرز، بوستون سلتیکس، و تیم بسکتبال یوسی‌ال‌ای بروینز اشاره کرد.